# Imelda May
Imelda May, pseudonimo di Imelda Mary Higham, nata Clabby (Dublino, 10 luglio 1974), è una cantautrice irlandese.
Oltre a cantare, suona il bodhrán, la chitarra e il tamburello. È nota per il suo stile rockabilly ed è stata anche paragonata a cantanti jazz come Billie Holiday.

## Biografia
Nata e residente a Dublino, May inizia la carriera musicale nel 1990, all'età di sedici anni, esibendosi in vari locali della capitale irlandese.
Nel 2003 si trasferisce nel Regno Unito e poco dopo accompagna Mike Sanchez in tour. Nello stesso anno pubblica il suo primo album, No Turning Back; quindi si trasferisce a Londra con il marito chitarrista Darrel Higham (sposato nel 2002), dopo la pubblicazione del disco. Dopo un'apparizione alla BBC nel 2008, pubblica il secondo disco, Love Tattoo (2009). Collabora e accompagna in tour numerosi artisti.
Il terzo album, Mayhem, esce nel 2010 e ottiene una nomination allo Choice Music Prize. Nel dicembre 2011 tiene due concerti che fanno registrare il tutto esaurito alla O2 di Dublino, con un'apparizione a sorpresa di Bono Vox. Nel 2015 è ospite del concerto dublinese degli U2 durante l'Innocence + Experience Tour; nell'occasione canta con il gruppo il brano Desire, trasmesso in streaming online.
Nel 2020 fa parte del collettivo di cantanti e musiciste donne denominato Irish Women in Harmony, che raccoglie fondi da destinare alle associazioni che contrastano la violenza domestica, aumentata durante il periodo di lockdown imposto dalla pandemia di COVID-19. Il 27 gennaio 2021 esce Just One Kiss, singolo estratto dall'album 11 Past the Hour che vede le collaborazioni di Noel Gallagher e Ronnie Wood.

## Vita privata
Sposata dal 2002 con il chitarrista Darrel Higham, nell'agosto 2012 è divenuta madre di Violet. Ha annunciato la separazione da Higham il 17 luglio 2015.

## Discografia

### Album in studio
- 2003 – No Turning Back
- 2008 – Love Tattoo
- 2010 – Mayhem
- 2014 – Tribal
- 2017 – Life Love Flesh Blood
- 2021 – 11 Past the Hour